# The Human Centipede 3 (Final Sequence)
The Human Centipede 3 (Final Sequence) es un film neerlandés (hablado en inglés) de 2015, de los géneros de terror corporal y comedia negra, escrito y dirigido por Tom Six. Es la conclusión de la trilogía de The Human Centipede. Es protagonizada por Dieter Laser y Laurence R. Harvey, los respectivos protagonistas de las dos primeras películas, interpretando nuevos roles.

## Argumento
La película comienza con el administrador de la penitenciaría “George H. W. Bush”, situada en algún punto del sureste de los Estados Unidos, William “Bill” Boss (Dieter Laser) y su contable Dwight Butler (Lawrence R. Harvey) terminando de ver The Human Centipede 2 (Full Sequence). Boss, rechaza el concepto de las películas, mientras que su asistente y secretaria Daisy (Bree Olson) opina lo contrario, Boss piensa que las mujeres no tienen derecho a opinar, así que demanda respeto violando con sus dedos a Daisy.
A continuación, Bill y Dwight se dirigen a la escena donde un enfrentamiento entre convictos ha ocurrido. Al ver la situación en la que un guardia de seguridad había sido apuñalado por el convicto 178 (Tom Lister Jr), Boss le quiebra el brazo derecho, prometiendo  que cuando cure la herida expuesta volverá a rompérselo.
El film se caracteriza por sus escenas políticamente incorrectas, entre las cuales se destacan el momento en el cual Boss recibe un paquete, que contiene un frasco lleno de clítoris secos (provenientes de circuncisiones femeninas africanas) ingiriendo el contenido durante el transcurso de la cinta. Otra de las escenas muestra cómo el desquiciado director de la prisión intenta poner orden, primero desfigurando a un preso con agua hirviendo y castrando personalmente a un otro (Robert LaSardo) que prometió violarlo.
El gobernador de Texas, Hughes (Eric Robert), ve que el sistema penitenciario de “George H. W. Bush” es un desastre y pide cambios urgentes para calmar a la población convicta en dos semanas. De lo contrario, obligará a renunciar a Boss y a Butler.
Boss, en un ataque de furia, tilda a Hughes de "comunista" tras verlo fumar habanos cubanos y obliga a su secretaria a hacerle una felación mientras Butler (quien tiene un deseo romántico hacia ella) mira espantado la escena; para luego emborracharse mientras finalmente le cuenta la razón por la cual hizo que ellos vean The Human Centipede (First Sequence) y The Human Centipede 2 (Full Sequence): recrear la operación de las películas en virtud del espíritu “100% certificado médicamente” cosiendo la boca al ano a todos los presos para reducir costos.
Boss rechaza la idea tildándola de imposible y despide a Butler para luego emborracharse en una de las torres de vigilancia del perímetro carcelario. De pronto, en una pesadilla, sueña cómo es tajado y violado por el preso a quien castró previamente.
Dwight propone convencer a Boss, primero pidiéndole al doctor de la penitenciaria que vea las películas y pidiendo que el realizador de la saga, Tom Six (quien hace un cameo), vaya a la cárcel a presentar su idea. De manera triunfante, Butler desafía a Bill Boss diciéndole que solamente escuche la idea una vez más de mano de Six.
Al reunirse el doctor Jones (Clayton Rohner), Six, Boss y Butler, el director neerlandés le muestra a todos cómo la idea puede ser llevada a cabo en la realidad utilizando suplementos vitamínicos y sueros intravenosos, con los que se podrá mantener a los miembros para que solamente ingieran materia fecal en óptimas condiciones de salud durante el transcurso de la condena. Por último, Six y Boss llegan a un trato según el cual Six vería la operación boca-ano real.
En este punto, el director de la cárcel, entusiasmado, muestra las dos películas a los condenados, causando que ellos realicen un motín, en el cual golpean salvajemente a Daisy y hacen que Boss salte de la ventana de su despacho para no ser asesinado. Las fuerzas especiales llegan y logran reducir a la población carcelaria. Ahí Bill hace realidad su venganza, sometiendo con dardos tranquilizantes a cada uno de los convictos y decidiendo las posiciones en que cada uno irá (así mata a dos condenados que tienen una bolsa de colostomía y decide que el prisionero a quien castró irá detrás de otro que tiene la enfermedad de Crohn (que causa diarrea extrema).
Mientras tanto, Boss (quien usa muchos modismos y diálogos idénticos a los usados por el doctor Josef Heiter en la primera entrega de la franquicia) prepara un proyecto a espaldas de Dwight y se lo muestra a Six. El cineasta ve cómo algunos de los condenados a prisión perpetua y a muerte son amputados, vomitando ante la escena y yéndose de la cárcel.
Antes de ver el resultado final, Bill y Dwight visitan a Daisy, quien esta en coma. El alcaide de la prisión viola a Daisy mientras que Dwight pide que no lo haga porque la ama.
Luego de las dos semanas de plazo, el gobernador Hughes arriba a la prisión y ve cómo Boss y Butler se regodean en su éxito. Boss le presenta el resultado final de su “fórmula para eliminar los problemas definitivamente”. Hughes se horripila mientras ve al Ciempiés de Presos Humanos, una cadena de quinientos convictos que, en palabras de Butler, significa una reducción de gastos que le permitirá al Estado de Texas tener más dinero en sus arcas para escuelas, hospitales y rutas.
Además del ciempiés de presos, Boss presenta su “proyecto alternativo”: La Oruga Humana. En este, conformado por los condenados a cadena perpetua y pena de muerte, sus miembros no solo están unidos boca a ano, sino que sus cuatro extremidades han sido amputadas, significando que no pueden moverse. El gobernador Hughes se retira de la institución tras decir que Boss y Dwight serán condenados a muerte por violar los derechos humanos de los convictos. Bill, que conoce el destino que les espera, asesina al doctor de la penitenciaría y se prepara a asesinar a Dwight; en ese preciso momento Hughes, quien cambia de parecer de manera repentina, exclama que la idea del dúo es “Lo que Estados Unidos necesita” y que es el proyecto que lo llevará a la Presidencia.
Pero Bill, que se da cuenta de que era la idea de Dwight, aprovecha para abrazarlo en medio del festejo de los dos y asesinarlo con su arma. Por último mientras los integrantes del ciempiés de presos agonizan ante su condena, Boss baila y toma licor desnudo gritando a los cuatro vientos su victoria personal y profesional.

## Reparto
- Dieter Laser - William "Bill" Boss.
- Laurence R. Harvey - Dwight Butler.
- Robert LaSardo - Convicto #297.
- Tommy "Tiny" Lister Jr. - Convicto  #178.
- Jay Tavare - Convicto #346.
- Eric Roberts - Gobernador Hughes.
- Bree Olson - Daisy.
- Clayton Rohner - Dr. Jones.
- Tom Six - Él mismo.
- Hamzah Saman - Convicto 93.
- Peter Blankenstein - Convicto #106.
- Carlos Ramirez - Convicto #309.
- Bill Hutchens - Convicto #488.
- Chris Clanton - Convicto.
- Akihiro Kitamura  - Convicto #333.

## Producción
El 29 de mayo de 2013, un comunicado de prensa confirmó que Eric Roberts había sido convocado para la producción, y se indicó que la película iba a ser protagonizada por una celebridad estadounidense. La película también vio el regreso de Laser y Harvey, aunque en diferentes roles, que protagonizaron en las entregas anteriores como los principales antagonistas, el doctor Josef Heiter y Martin respectivamente. 
El 7 de noviembre de 2013, Six dijo durante el Festival American Film Market que esta tercera entrega se llevó a cabo en una prisión y que el ciempiés estuvo formado por 500 personas. Además, con el fin de promocionar la película, en marzo de 2015 Six publicó 250 postales autografiadas de la cinta.
Esta entrega fue dirigida por Tom Six, realizador de las películas anteriores, quien reveló a Entertainment Weekly que esta tercera parte "sería totalmente diferente a la 1 y 2 y además no tan grotesca. Igualmente sería la más controvertida políticamente. Con muchas burlas es la más oscuramente cómica de las tres. Las primeras tienen un toque europeo. La tercera es muy americana, con mayor presupuesto, y una gran banda sonora. Se desarrolló en una prisión americana de máxima seguridad en medio del desierto".

## Lanzamiento
El 7 de abril de 2015, la revista Entertainment Weekly anunció que el DVD y la proyección se estrenarían el 22 de mayo de 2015. La película se pasó sin cortes en Australia el 6 de mayo con una calificación R18 + y se proyectó en una gira nacional durante el mes de junio con Harvey apareciendo como invitado especial. La película apareció más adelante a la venta en DVD y Blu-ray el 17 de junio de 2015 en Australia, a pesar de la controversia sobre la segunda película de la franquicia.

### Controversia
El Ciempiés Humano 3 ha recibido críticas negativas. El sitio Rotten Tomatoes le puso "una calificación de 8% sobre 24 reseñas con puntuación media de 1/10". Metacritic calificó a la película con una nota media de 1 de cada 100, lo que indica "una aversión abrumadora" a los críticos. Es una de las franquicias con el puntaje más bajo, junto a las películas Bio-Dome, Chaos, inAPPropriate Comedy, Not Cool, The Singing Forest, y 10 Rules for Sleeping Around.
También es criticada por ser perversa; se argumenta que ésta y las otras dos películas estrenadas anteriormente hasta la fecha han tenido un “mérito artístico horrible", siendo no aptas para el público en general al contener escenas no recomendadas para menores de 18 años.

## Premios y nominaciones
| Premio                   | Categoría             | Nominados | Resultado | Ref.  |
| ------------------------ | --------------------- | --------- | --------- | ----- |
| Premios Golden Raspberry | Peor remake o secuela |           | Nominada  | [ 7 ] |
| Premios Golden Raspberry | Peor director         | Tom Six   | Nominado  | [ 7 ] |